# مقاطعة واتكوم (واشنطن)
مقاطعة واتكوم (بالإنجليزية: Whatcom County)‏ هي إحدى مقاطعات ولاية واشنطن في الولايات المتحدة الأمريكية.